# Rejon Göygöl
Rejon Göygöl (do 2008 Xanlar, Chanłar) – rejon w północno-zachodnim Azerbejdżanie. Stolicą regionu jest miasto Göygöl.